# روپرشت‌شوفن
روپرشت‌شوفن (به آلمانی: Ruprechtshofen) یک منطقهٔ مسکونی در اتریش است که در ناحیه ملک واقع شده‌است. روپرشت‌شوفن ۲٬۲۹۲ نفر جمعیت دارد.